# Герб лондонського округу Гаммерсміт і Фулем
Герб лондонського округу Гаммерсміт і Фулем було надано тодішньому лондонському району Гаммерсміт 1 березня 1965 року, але девіз змінився в 1969 році. Наступна зміна назв на Гаммерсміт і Фулем 1 січня 1980 року не вплинула на герб.
Хвилясті лінії в головному полі щита взяті з герба колишнього столичного округу Фулем і є символом річки Темзи та її води. Молоти (hammers) і підкова — каламбур від назви Гаммерсміт і походить від герба колишнього столичного округу Гаммерсміт. Підкови були також на гербі сера Ніколаса Кріспе, Bt, чиї роботи в Гаммерсміті в XVII столітті зробили значний внесок у розвиток міста. Червона глава має фігури з герба колишнього Фулхема. Схрещені мечі взяті з герба Лондонської єпархії, а митра символізує єпископа Лондона, оскільки парафії Фулхема та Гаммерсміта раніше становили садибу, що належала єпископу.
Срібно-червоний буралет покритий золотою мурованою короною, на якому чорний корабель з кривавим вітрилом та золотою центральною фігурою як у гербі. Кривавий, насичений темно-червоний колір, не є звичайним кольором у геральдиці і справедливо є навіть не кольором, а «брудним кольором». Офіційно не пояснено, чому на цьому гербі кривавець, але, можливо, через старий герб Гаммерсміта, який, хоч і був червоним, раніше зображувався темно-червоним кольором або, можливо, символізував кровожерливість вікінгів. Намет має сині та срібні кольори Фулхема. Герб має муровану корону, загального геральдичного символу для міста і вищезгаданого корабля, який було взято з колишнього герба Фулхема та символізує висадку данських вікінгів у 879 році на території, яка зараз є Фулхемом.
Щитотримачами є грифони-самці, їх стать легко визначити, оскільки вони безкрилі, тоді як грифони-самки, які є більш поширеними звірами в геральдиці, мають крила. Грифони опромінені золотом, що означає, що з їхніх тіл виходять сплески золотих променів. Вони можуть символізувати динамічність або пильність. На шиї у грифонів на тонких золотих нашийниках срібні мушля гребінця та хрест. Хрест походить з герба Едварда Латимера, який помер у 1626 році та залишив землі на благо бідняків Гаммерсміту та для навчання бідних хлопчиків. Мушля символізує Джорджа Прінга, хірурга з Гаммерсміта, який спроектував перший Гаммерсмітський міст через Темзу, але він помер за три роки до завершення проекту в 1827 році. Цей підвісний міст зробив великий внесок у розвиток міста, відкривши нові ринки з обох боків річки; він був замінений новим підвісним мостом на тому ж місці в 1887 році, все ще стоїть, теперішній Хаммерсмітський міст. На гербі колишнього столичного округу Хаммерсміт як фігури на щиті використовувалися хрести і мушля.
Початковий девіз 1965 року був «judge by our labour» (судіть за нашою працею), але в 1969 році район змінив його на нинішній «spectemur agendo», що латиною означає ту саму фразу, навіть якщо округ офіційно перекладає її як «нехай нас судять за нашими вчинками». Столичний район Гаммерсміт також використовував той самий девіз латинською мовою.

## Герб столичних округів Фулхем і Гаммерсміт

Герб столичного округу Гаммерсміт
Герб столичного округу Фулхем